# Bahnhof Bad Saarow-Pieskow

Der Haltepunkt Bad Saarow-Pieskow liegt in Bad Saarow im Landkreis Oder-Spree an der Bahnstrecke Fürstenwalde–Beeskow. 2021 wurde er als Endpunkt der Regionalbahnlinie aus Fürstenwalde wiedereröffnet, südlich der Station ist die Strecke stillgelegt.

## Geschichte
Die Station wurde am 3. Juni 1911 mit dem Namen Pieskow eröffnet. Vorübergehend war Pieskow der Endpunkt der Strecke, bis am 20. Dezember 1911 die Fortsetzung der Strecke eröffnet wurde. Von April 1945 bis zum 1. November 1945 sowie von 1959 bis 1963 war der Verkehr auf der Strecke unterbrochen. Um 1950 wurde die Station in Bad Saarow-Pieskow Süd umbenannt. 1998 wurde der Personenverkehr auf dem Streckenabschnitt eingestellt.
Zum Fahrplanwechsel am 12. Dezember 2021 ging der Haltepunkt wieder in Betrieb. Der Wiederaufbau der Strecke von Bad Saarow Klinikum bis Bad Saarow-Pieskow und der Bau des neuen Haltepunkts wurden mit Mitteln des Landes Brandenburg in Höhe von rund 1,8 Millionen Euro gefördert. Der Haltepunkt wurde saniert und mit einem Wetterschutz sowie einer elektronischen Fahrgastinformation ausgestattet und der Bahnhofsvorplatz bekam eine Runderneuerung.

## Trivia
Der benachbarte Bahnhof Bad Saarow hieß bis in die 1990er Jahre Bad Saarow-Pieskow.